# B. K. Tragelehn
Bernhard Klaus Tragelehn (* 12. April 1936 in Dresden) ist ein deutscher Theater-Regisseur, Schriftsteller und Übersetzer. Er setzte sich insbesondere für das Werk des Dramatikers Heiner Müller ein, mit dem ihn eine langjährige Freundschaft und eine intensive künstlerische Zusammenarbeit verband.

## Leben
Bernhard K. Tragelehn war von 1955 bis 1958 Meisterschüler an der Akademie der Künste in Berlin(Ost) bei Bertolt Brecht und Erich Engel, danach war er meist freischaffend als Schriftsteller und Regisseur in Berlin tätig. Er arbeitete an der Studentenbühne der Hochschule für Ökonomie in Berlin-Karlshorst und inszenierte das Stück Die Korrektur von Heiner Müller. Im September 1961, einen Monat nach dem Bau der Berliner Mauer, löste die Inszenierung der Uraufführung von Heiner Müllers Stück Die Umsiedlerin oder Das Leben auf dem Lande einen kulturpolitischen Skandal aus. Stück und Aufführung wurden für konterrevolutionär erklärt; Die Umsiedlerin konnte in der DDR bis 1976 nicht aufgeführt werden. Tragelehn wurde aus der SED ausgeschlossen, vom Senftenberger Theater fristlos entlassen und zur Bewährung in der Produktion in einen Braunkohlentagebau in der Niederlausitz geschickt. Nach Fürsprache von Paul Dessau durfte er ab 1964 wieder als Regisseur arbeiten.
Von 1967 bis 1969 unterrichtete Tragelehn an der Schauspielabteilung der Deutschen Hochschule der Filmkunst in Potsdam-Babelsberg. Die Intendantin Ruth Berghaus holte ihn 1972 an das Berliner Ensemble. Der Dramaturg Friedrich Dieckmann empfahl Tragelehn den Bühnenbildner Einar Schleef, woraus eine fruchtbaren Zusammenarbeit entstand. 1972 inszenierte Tragelehn (mit Einar Schleef) Erwin Strittmatters Komödie Katzgraben. 1974 folgte Frank Wedekinds Frühlings Erwachen (ebenfalls mit Schleef). Die Aufführung war in der Theatergeschichte der DDR bedeutsam, weil sich hier „zum erstenmal das fragende, neue Lebensgefühl einer nachgewachsenen Brecht-Generation artikulierte.“ Tragelehn und Schleef strebten eine inhaltliche und ästhetische Neuorientierung der Brecht-Bühne an, die in Gefahr war, museal zu erstarren. Ein wesentliches Moment ihrer Arbeit war, das Theater aus dem bloßen interpretierenden Nachvollzug des Textes zu befreien.
Noch entschiedener realisierten sie dieses Konzept 1975 in der Inszenierung von Strindbergs Fräulein Julie. Bereits während der Probenzeit deutete sich das kulturpolitische Konfliktpotential an, und noch am Tag der Premiere stand vormittags nicht fest, ob die Aufführung überhaupt herauskommen würde. Vermutlich nur durch persönliche Fürsprache von Paul Dessau, der als "Sozialist der ersten Stunde" Einfluss auf die Parteispitzen hatte, konnte die Premiere überhaupt stattfinden. Es war, so der Theaterkritiker Christoph Müller, „das Verrückteste, was im Berliner Ensemble je über die Bühne ging.“ Der Dramaturg Friedrich Dieckmann beschrieb die Inszenierung als Präsentation eines Alptraums. Stein des Anstoßes war vor allem der Schluss der Aufführung: die Hauptdarstellerin Jutta Hoffmann stieg, gestützt von den Zuschauern, über die Parkettreihen hinweg in Richtung Ausgang. „Dieses Flucht-Bild war existenziell, unübersehbar und bedrängend.“, schrieb der Theaterkritiker Henryk Goldberg rückblickend. Im „Zentralorgan der SED“, dem Neuen Deutschland, erschien nach der Premiere eine negative Kritik von Rainer Kerndl, was einem Verdikt aus höchsten Kreisen der Partei gegen die Inszenierung gleichkam. Auch der schwelende Konflikt zwischen den Brecht-Erben und Ruth Berghaus über die inhaltliche Ausrichtung des Berliner Ensembles schwächte die Position der Intendantin. Die Aufführung wurde nach nur zehn ausverkauften Vorstellungen abgesetzt. Das Macbeth-Projekt, das Tragelehn und Schleef nach Fräulein Julie in Angriff nehmen wollten, kam nicht mehr zustande. Die Zusammenarbeit beider Regisseure endete, als Schleef im Oktober 1976 nach Vorgesprächen zur geplanten gemeinsamen Inszenierung von Schloß Wetterstein von Frank Wedekind am Burgtheater Wien nicht in die DDR zurückkehrte.
Im November 1976 gehörte B. K. Tragelehn zu den Unterzeichnern der Petition gegen die Ausbürgerung Wolf Biermanns.
Seit 1979 arbeitete Tragelehn in Westdeutschland. 1980/81 arbeitete er am Schauspiel Frankfurt, das damals nach dem Mitbestimmungsmodell von einem Dreierdirektorium geleitet wurde. In den folgenden Jahren widmete er sich vor allem der Durchsetzung der Stücke von Heiner Müller auf westdeutschen Bühnen. 1985 holte ihn der Intendant des Staatsschauspiels Dresden, Gerhard Wolfram, und ließ Tragelehn Die Umsiedlerin zur Wiederaufführung bringen. Dies war die erste Inszenierung Tragelehns seit 1975 in der DDR.
1987 wurde er Schauspieldirektor in Düsseldorf, wo er eine seiner legendärsten Inszenierungen von Maß für Maß aufführte. Seit Oktober 1989 lebt Tragelehn wieder in Berlin. Bis 1998 war er der letzte Präsident des ostdeutschen PEN und ist Mitglied des PEN-Zentrums Deutschland. Seit 1997 ist er Vorsitzender der Internationalen Heiner Müller Gesellschaft. Als Autor wird er der Sächsischen Dichterschule zugeordnet. Tragelehn ist Mitglied der Sächsischen Akademie der Künste. sowie der Deutschen Akademie der Darstellenden Künste.

## Werke
- NÖSPL Gedichte, Stroemfeld Verlag Basel und Frankfurt/Main ISBN 978-3878771685
- Schranzler Köder Fischarping und Co. (1999)
- Neue Xenien 1959-99. Ein Nachtrag zum Goethe-Jahr., Stroemfeld Verlag Basel und Frankfurt/Main, 2000, ISBN 3878778112
- Das andere Ende der Geschichte, Verlag UN ART IG, 2001, ISBN 3-980761-30-4
- Roter Stern in den Wolken. Aufsätze, Reden, Gedichte, Gespräche und ein Theaterstück. Ein Lesebuch. Herausgegeben von Gerhard Ahrens. Verlag Theater der Zeit, Berlin 2006. ISBN 3-93434-465-8
- in: Dichtung des 20. Jahrhunderts: Meine 24 sächsischen Dichter, Hrsg. Gerhard Pötzsch, 2 CDs, Militzke Verlag Leipzig 2009, ISBN 9783861899358

Herausgeber (mit Christa M. Tragelehn) und Übersetzer einer neuen Reihe „Alt Englisches Theater Neu“ zum Elisabethanischen Theater (bisher sechs Bände, 15 geplant)
- Bd. 1: William Shakespeare: Der Sturm. 2006, ISBN 3-87877-878-3
- Bd. 2: Thomas Middleton/William Rowley: Der Wechselbalg. 2002, ISBN 3-87877-772-8
- Bd. 3: William Shakespeare: Zwölfte Nacht, oder Was Ihr wollt. 2003, ISBN 3-87877-877-5
- Bd. 4: John Ford: Schade, dass sie eine Hure war. 2002, ISBN 3-87877-874-0
- Bd. 6: Christopher Marlowe: Das Massaker von Paris. 2009, ISBN 978-3-86600-052-0
- Bd. 7: William Shakespeare: Maß für Maß. 2009, ISBN 978-3-86600-028-5

(alle bei Stroemfeld Verlag, Frankfurt am Main/Basel)

## Inszenierungen (Auswahl)
- 1957 Die Ausnahme und die Regel von Bertolt Brecht, Elbe-Elster-Theater Lutherstadt Wittenberg
- 1958 Die Korrektur von Heiner Müller, Elbe-Elster-Theater Lutherstadt Wittenberg
- 1961 Die Umsiedlerin von Heiner Müller, Uraufführung, Studiobühne der Hochschule für Ökonomie in Berlin-Karlshorst[12]
- 1964 Volpone von Ben Jonson, Theater Greifswald
- 1969 Wie es euch gefällt von William Shakespeare, Hans Otto Theater Potsdam
- 1972 Katzgraben von Erwin Strittmatter, Berliner Ensemble
- 1974 Frühlings Erwachen von Frank Wedekind, (gemeinsam mit Einar Schleef), Berliner Ensemble
- 1975 Fräulein Julie von August Strindberg, (gemeinsam mit Einar Schleef), Berliner Ensemble
- 1979 Maß für Maß von William Shakespeare, Staatstheater Stuttgart
- 1980 Tartuffe von Molière, Schauspiel Frankfurt
- 1982 Quartett von Heiner Müller, UA Schauspielhaus Bochum
- 1983 Macbeth von Heiner Müller, Schauspielhaus Düsseldorf
- 1984 Der Menschenfeind von Molière, Bayerisches Staatsschauspiel München
- 1984 Philoktet von Heiner Müller, Bayerisches Staatsschauspiel München
- 1985 Die Umsiedlerin von Heiner Müller, Staatsschauspiel Dresden
- 1985 Hamlet von William Shakespeare, Staatsschauspiel München
- 1986 Das Ende vom Anfang von Seán O’Casey, Staatsschauspiel München (Cuvilliés-Theater)
- 1990 Germania Tod in Berlin von Heiner Müller, Volksbühne Berlin
- 1991 Leben Grundlings Friedrich von Preußen Lessings Schlaf Traum Schrei von Heiner Müller, Maxim Gorki Theater Berlin
- 1995 Verkommenes Ufer Medeamaterial Landschaft mit Argonauten von Heiner Müller, Deutsches Schauspielhaus Hamburg
- 1997 Leben des Galilei von Bertolt Brecht, Berliner Ensemble

## Auszeichnungen
- 1990: Fritz-Kortner-Preis (gemeinsam mit Einar Schleef)